# Szájpadfeszítő izom

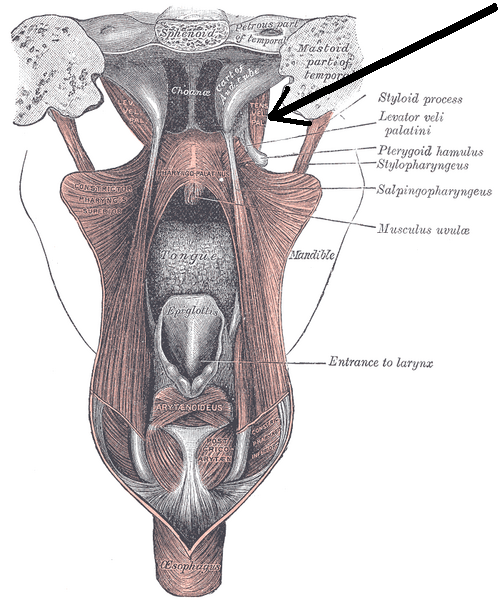
A gége és a szájpad izmai (a nyíl mutatja az alig látható izmot)

A szájpadfeszítőizom (musculus tensor veli palatini) egy izom az ember szájpadjánál.

## Eredés, tapadás, elhelyezkedés
A lamina pterygoideus medialis-ról ered ami a spina ossis sphenoidalis része az ékcsonton (os spheniodale) és még a tuba auditiva-nak (vagy Eustach-kürt) a porcos faláról. Leereszkedve a lamina pterygoideus medialis és a musculus pterygoideus medialis egy ínban végződik ami körbe fogja a hamulus pterygoideus-t. Az aponeurosis palatina-en tapad.

## Funkció
Feszíti a lágy szájpadot (palatum molle).

## Beidegzés, vérellátás
A nervus mandibularis idegzi be. Az arteria facialis arteria palatina ascendens nevű ága és az arteria maxillaris arteria palatina descendens nevű ága látja el vérrel.

## Külső hivatkozások
- Kép, leírás
- Fül-orr-gége